# Bru (Sprache)
Bru (Bruu, Van Kieu) ist eine Sprache, die hauptsächlich vom Volk der Bru gesprochen wird, deren Angehörige in Vietnam, Laos und Thailand siedeln.
Bru gehört zur Gruppe der Katu-Sprachen in der Mon-Khmer Sprachfamilie, die wiederum zu den Austroasiatische Sprachen gehört. Die Sprache zerfällt in zwei Hauptzweige: das östliche und das westliche Bru, das von wenigen Sprechern in Thailand und Laos gesprochen wird.

## Östliches Bru
Die Zahl der Sprecher der östlichen Bru-Sprache ist
- in Vietnam: 74.506 (Stand: 2009, Zählung), hauptsächlich in den Provinzen Quang Binh, Quang Tri, Dak Lak und Thừa Thiên Huế[1]
- in Laos: 69.000 (Stand: 1999), im Osten der Provinz Savannakhet
- in Thailand: 5.000 (Stand: 1983), Provinz Sakon Nakhon und Amnat Charoen

Die meisten Sprachen der Mon-Khmer-Familie weisen mehr als 20 unterschiedliche Vokale auf, wobei Bru eine der vokalreichsten Sprachen ist. Zählt man alle Typen zusammen, so kommen unter Einschluss der nasalen Vokale 68 unterscheidbare Vokalgruppen zusammen. Dies ist wahrscheinlich die höchste Anzahl weltweit.

## SIL Code
- Östliches Bru: BRU
- Westliches Bru: BRV